# DIOSNA Dierks & Söhne
DIOSNA Dierks & Söhne GmbH ist ein deutscher Anlagenhersteller im Bereich der Teigzubereitungsmaschinen für die Backindustrie und liefert Anlagen für die Verarbeitung von pulverförmigen Feststoffen für die pharmazeutische und chemische Industrie.

## Geschichte
Am 1. Oktober 1885 gründete Friedrich Dierks zusammen mit einem Partner in Osnabrück eine Fabrik für Maschinen der Land- und Hauswirtschaft sowie für Molkerei-Einrichtungen. Wenige Jahre nach der Gründung beschäftigte sich das Unternehmen mit der Entwicklung von Teigzubereitungsmaschinen. Der Durchbruch gelang mit dem ersten Hubkneter überhaupt, der 1911 beim Kaiserlichen Patentamt angemeldet wurde.
Ab 1951 wuchs das Unternehmen, das inzwischen als Dierks & Söhne firmierte, weiter. Es folgen weitere Entwicklungen und Patente im Backwarenbereich.
Mit dem Auftrag zum Entwurf eines schnellen Mischers für die Kunststoffindustrie begann Ende der 1950er der Zugang in neue Branchen, und so wurde die Pharmaindustrie aufmerksam. Die Vertikalmischer setzten sich in der Pharmaindustrie immer mehr durch. Die Granuliermischer sind De-facto-Standard in der pharmazeutischen Verfahrenstechnik zur Herstellung von Granulaten für feste Arzneiformen. So bildete sich die Sparte Pharmazie zur zweiten Säule des Unternehmens aus. Der Markenname DIOSNA kombiniert das DI aus Dierks & Söhne mit OSNA aus dem Firmensitz Osnabrück. 2011 erzielte Diosna ca. 60 Prozent des Umsatzes von über 50 Millionen Euro im Export.
Eine Übernahme des Bäckereimaschinenprogramms von OASE Pumpen Wübker Söhne GmbH & Co im Jahr 1994, der Eintritt in die Multimixing-Gruppe und die Übernahme der BOKU Maschinenfabrik im Jahr 2001 festigten DIOSNA und erweiterten das Angebot.
Im Jahr 2000 erwarb die Firma die Patente für eine neue Entwicklung zum Beschichten von Tablettenkernen. Mit dem Vertical Centrifugal Coater bietet DIOSNA eine Pharmazeutische Technologie an, die in Bezug auf kurze Prozesszeiten und Gleichmäßigkeit der Tablettenüberzüge technologieprägend ist.
Zum 1. Januar 2015 hat das Unternehmen den Maschinenbauer IsernHäger übernommen. Damit kann es von der Dosierung über die Vorteigbereitung, den Vor- oder Sauerteig, die Knetung bis hin zur Übergabelogistik den kompletten Prozess in der Backwarenherstellung liefern.

## Maschinen und Anlagen

### Nahrungsmittel
Pluskneter, Spiralkneter, Wendelkneter, Premium-Kneter, Kneter mit Wechselwerkzeugen, Knetanlagen, Teigruhesysteme, Knetanlagen mit Lineartransport, continoMIXX, Universalmischer, Hebekipper, Planetenrührmaschinen, Rühr- und Schlagmaschinen und Restbrotzerkleinerer

### Chemie- und Pharma
Universalmischer, Hochleistungsmischer, Pharmamischer, Mischer-Granulator-Schleppgas-Vakuumtrockner (Eintopfgranulation), Wirbelschichtanlagen, Coater (Trommel und Vertikalcoater) und modulare Granuliersysteme

## Auszeichnungen
- 2006 IBA Award: eine unabhängige Jury aus Branchenexperten und Fachjournalisten des Fachmagazins „Backtechnik europe“ zeichnete DIOSNA auf der Internationalen Bäckereiausstellung für die Kombination Konti-Kneter + Rapido-Jet aus.[11]